# Emulació
L'emulació (en anglès Emulation) és una estratègia de preservació digital utilitzada per evitar la pèrdua d'informació que es produeix a causa de l'obsolescència de l'entorn digital, assegurant d'aquesta manera que els recursos actuals estiguin disponibles i siguin accessibles en un futur.
De manera general, l'emulació consisteix en la possibilitat de poder recrear l'aparença i la funcionalitat originals d'un objecte digital mitjançant la utilització d'aplicacions que emulin o imitin el funcionament dels programes originals amb els quals van ser creats quan aquests ja es troben obsolets i desfasats. És a dir, l'emulació permet recrear un entorn tècnic requerit per a poder veure i utilitzar una col·lecció digital, independentment del programa original amb el que es podia visualitzar, i treballar aquesta col·lecció.
L'emulació és considerada una de les tècniques més riques i prometedores per a garantir la longevitat dels objectes digitals, ja que combina elements de software i hardware per a reproduir en un context diferent a l'original les característiques essencials de l'arxiu digital. A més, a diferència d'altres tècniques de preservació digital com la migració de dades, permet i garanteix la recuperació del document original sense que aquest estigui alterat degut al procés portat a terme durant la preservació.
En l'informe Avoiding technological quicksand de Jeff Rothenbgerg, el primer a proposar aquesta tècnica de preservació de recursos d'informació digital, argumentava que l'emulació era l'única manera capaç –almenys en teoria– de garantir la conservació de les dades junt amb els seus elements essencials, en el que es refereix tant a la seva aparença com a la seva funcionalitat "de manera coherent, automàtica i homologable per a diferents tipus de documents".

## Procés de l'emulació
L'estratègia de l'emulació necessita dos elements bàsics: un nou software (programa) i un emulador de codi, que traduirà els codis i les instruccions des de l'antic entorn digital perquè s'executi correctament el nou. Per a crear un emulador, cal analitzar les característiques del software original amb la finalitat d'esbrinar de què està fet i de quina manera funciona. En aprofundir en aquest estudi, es poden entendre, modificar i millorar les característiques del software.
L'estratègia de l'emulació, doncs, implica:
- Generalitzar les especificacions quan es desenvolupi un software, de manera que després un programa d'emulació pugui interpretar els continguts i fer que s'entenguin en un nou entorn informàtic.
- Desenvolupar les tècniques per guardar en metadades llegibles la informació necessària per a trobar, accedir i recrear els documents digitals.
- Crear i desenvolupar els procediments per encapsular el software, les metadades i les especificacions per a l'emulació. D'aquesta forma, s'evitaria una possible desagregació de les dades en un futur.

Qualsevol document digital, en conjunt amb el seu entorn informàtic, parteix de:
- L'objecte digital.
- Els fitxers que representen la cadena de bits executable original que permetia reproduir l'objecte digital.
- Els fitxers que representen la cadena de bits del sistema operatiu que permetia que s'executés el software.

Per tant, el procés de l'emulació consisteix en:
| Anotació                                                                                | Encapsulació                                                            | Transliteració                                                              | Emulació                                                               |
| --------------------------------------------------------------------------------------- | ----------------------------------------------------------------------- | --------------------------------------------------------------------------- | ---------------------------------------------------------------------- |
| Crear explicacions sobre el context del document i sobre com fer servir l'encapsulació. | Construir una estructura lògica que contingui tots els elements citats. | Actualitzar periòdicament les anotacions per a mantenir-les intel·ligibles. | Obrir l'encapsulació, crear l'emulador i fer-lo funcionar en un futur. |

## Què és un emulador
Un emulador és un programari que permet executar programes d'ordinador en una plataforma diferent d'aquella per la qual van ser creats en un principi. No és un simulador, ja que l'emulador permet modelar de forma precisa les característiques i les funcionalitats del programari.
L'any 2000, Rothenberg va resumir el que calia fer per a desenvolupar un sistema operacional:
- Desenvolupar tècniques d'especificacions que puguin descriure tots els atributs pertinents de les plataformes informàtiques, amb suficient detall perquè puguin ser emulades en sistemes del futur.
- Desenvolupar tècniques per a l'allotjament, amb un mínim d'esforç, d'aquests emuladors en qualsevol plataforma del futur.
- Seguir retocant les metadades necessàries per a descriure els documents digitals i per enllaçar-los amb el conjunt de software i el hardware emulat que els permetrà accedir en el futur.
- Assegurar que les descripcions podran mantenir-se en format llegible a llarg termini.
- Seguir identificant i retocant els criteris d'autenticitat i les proves que validen els recursos digitals de diversos tipus, i així oferir un mecanisme per a avaluar l'èxit de la preservació basada en l'emulació.

## Beneficis de l'emulació
Els principals beneficis d'aquesta estratègia de preservació de recursos d'informació digital són:
- Reprodueix el document original, sense alteracions.
- No requereix un seguiment continu del format del recurs.
- Ofereix una solució per als recursos digitals complexos, ja que no cal controlar cada tipus de format i funcionalitat que continguin.

## Inconvenients de l'emulació
Els principals inconvenients d'aquesta estratègia de preservació de recursos d'informació digital són:
- Hi ha poques experiències reals, la majoria són experimentals.
- Tècnica molt costosa. A la pràctica, poques organitzacions són capaces de fer front als costos que implica la utilització de la tècnica.
- Els emuladors s'haurien actualitzar amb cada canvi significatiu de sistemes.
- La programació dels emuladors és complexa i exigeix coneixements informàtics més avançats i especialitzats per entendre la funcionalitat del sistema original i programar els sistemes actuals perquè la reprodueixin.
- Cal encapsular grans quantitats d'informació, el que representa un cost elevat.
- Depèn de la predisposició dels informàtics en el futur.

## Exemples
Per tal d'il·lustrar l'ús d'aquesta tècnica i a tall d'exemple, podem trobar a la realitat els següents casos que es mostren a continuació:
- D'una banda, podem trobar l'emulació practicada per Linux perquè funcioni el programa Microsoft Office en el seu sistema operatiu, que va ser creat per a ser utilitzat exclusivament per Windows; els emuladors que s'utilitzen en aquest cas són Wine o CrossOver Office.
- Un altre exemple d'emulació el podem trobar amb Macintosh Apple per a poder veure i treballar antics arxius que només es podien visualitzar en els ordinadors Apple.